# Singapora viridis
Singapora viridis är en insektsart som beskrevs av Irena Dworakowska 1983. Singapora viridis ingår i släktet Singapora och familjen dvärgstritar. Inga underarter finns listade i Catalogue of Life.